# Anisia dampfi
Anisia dampfi là một loài ruồi trong họ Tachinidae.